# Шерервілл (Індіана)
Шерервілл (англ. Schererville) — місто (англ. town) в США, в окрузі Лейк штату Індіана. Населення — 29 646 осіб (2020).

## Географія
Шерервілл розташований за координатами 41°29′7″ пн. ш. 87°26′36″ зх. д. / 41.48528° пн. ш. 87.44333° зх. д. (41.485168, -87.443384).  За даними Бюро перепису населення США в 2010 році місто мало площу 38,24 км², з яких 38,10 км² — суходіл та 0,14 км² — водойми.

## Демографія
Згідно з переписом 2010 року, у місті мешкали 29 243 особи в 11 883 домогосподарствах у складі 7981 родини. Густота населення становила 765 осіб/км².  Було 12393 помешкання (324/км²).
Расовий склад населення:
| - 86,8 % — білих - 5,4 % — чорних або афроамериканців - 2,8 % — азіатів - 0,2 % — корінних американців - 2,9 % — осіб інших рас |

До двох чи більше рас належало 1,8 %. Частка іспаномовних становила 10,6 % від усіх жителів.
За віковим діапазоном населення розподілялося таким чином: 22,1 % — особи молодші 18 років, 63,9 % — особи у віці 18—64 років, 14,0 % — особи у віці 65 років та старші. Медіана віку мешканця становила 40,9 року. На 100 осіб жіночої статі у місті припадало 94,2 чоловіків;  на 100 жінок у віці від 18 років та старших — 91,2 чоловіків також старших 18 років.
Середній дохід на одне домашнє господарство  становив 85 902 долари США (медіана — 65 661), а середній дохід на одну сім'ю — 102 395 доларів (медіана — 85 441). Медіана доходів становила 61 597 доларів для чоловіків та 41 672 долари для жінок. За межею бідності перебувало 5,9 % осіб, у тому числі 4,4 % дітей у віці до 18 років та 7,1 % осіб у віці 65 років та старших.
Цивільне працевлаштоване населення становило 14 798 осіб. Основні галузі зайнятості: освіта, охорона здоров'я та соціальна допомога — 24,7 %, виробництво — 12,4 %, науковці, спеціалісти, менеджери — 11,7 %.